# Grube Gouley
Die Grube Gouley war ein Bergwerk in Morsbach, einem Stadtteil von Würselen. Sie gehörte zu den ältesten Gruben des Aachener Steinkohlenreviers und förderte bis 1969 Steinkohle.

## Geschichte

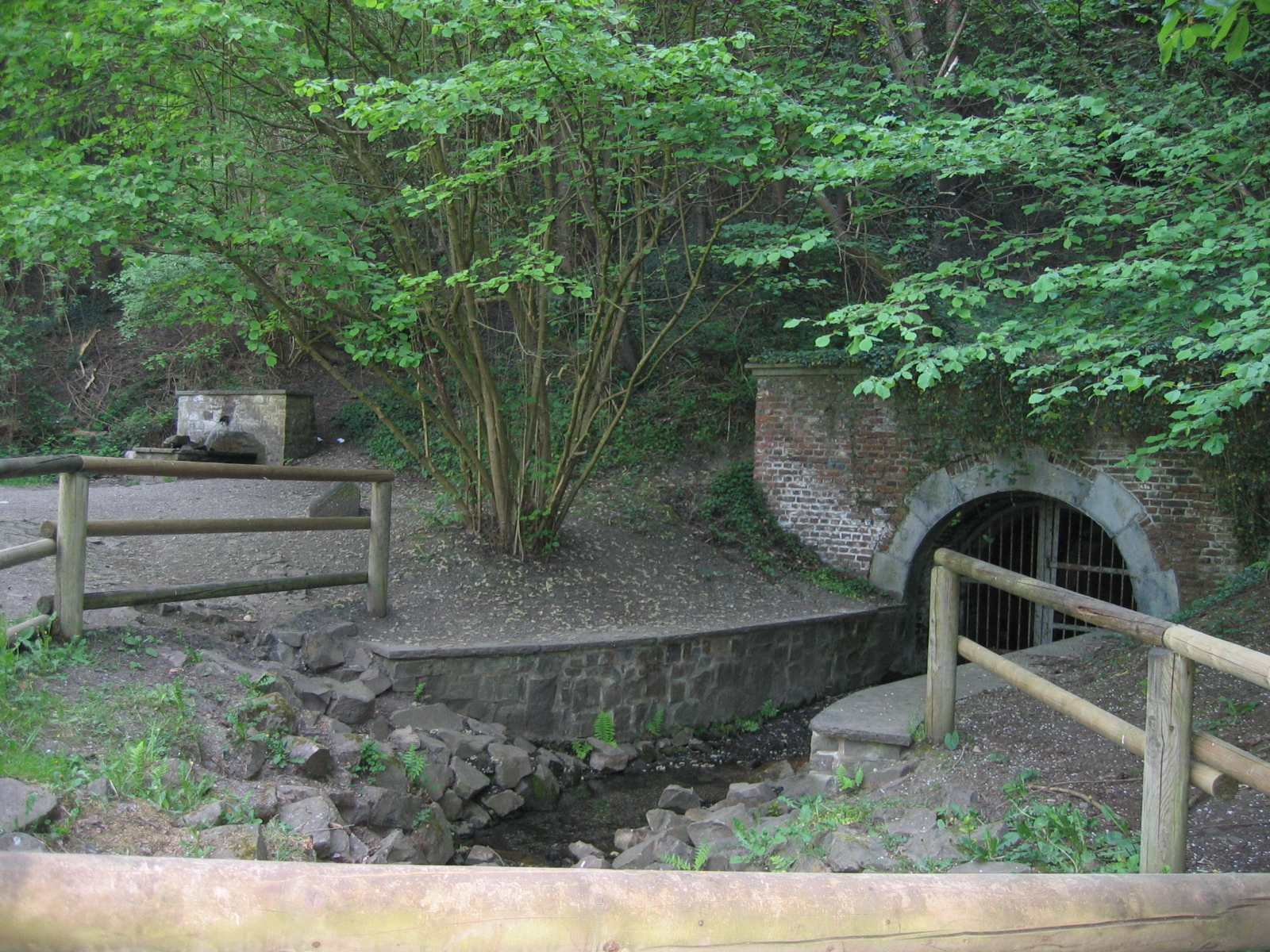
Ehemaliger Förderstollen der Grube

Die Grube wurde 1599 zum ersten Mal im Aachener Kohlwerksregister erwähnt. Eingetragen war sie damals als „Gute Ley“, was so viel wie guter Fels bedeutet. 1807 wurde sie unter der französischen Herrschaft im Rheinland als „Gouley“ neu konzessioniert.
1817 kaufte der Lütticher Fabrikant Gérard Demet die Grube und modernisierte sie. 1819 ließ er die alte Wasserhaltung („Roßkunst“) durch eine erste Dampfmaschine ersetzen und die vorhandenen Schächte weiter abteufen. Damit wurde die Grube wieder produktiver und konnte sich 1843 mit rund 50.000 Tonnen geförderter Steinkohle an die Spitze aller Gruben des Wurmreviers setzen.
1834 kam es in der Nacht vom 25. auf den 26. Januar zu einem schweren Grubenunglück. Wassermassen aus höher gelegenen, ausgekohlten Grubenbauen hatten sich aufgrund des hohen Wasserdrucks in tiefere, in Betrieb stehende Baue gedrückt. Von den zu dieser Zeit im betroffenen Bereich beschäftigten 74 Bergleuten konnten sich nur jene elf Anschläger und Pferdetreiber retten, die gerade in der Nähe des Schachtes beschäftigt waren. Nach mehrtägigen Rettungsversuchen wurden diese aber am 6. Februar erfolglos eingestellt. Die große Zahl der Verunglückten führte zu einer hohen Spendenbereitschaft im gesamten Reich. Der preußische König Friedrich Wilhelm III. und seine Söhne spendeten insgesamt 1100 Taler. Aus den gesamten Spenden wurden für die betroffenen Familien Renten generiert, die über 12 Jahre hinweg gezahlt wurden. Letzte Spendenmittel wurden noch 1858 an besonders hart Betroffene ausgezahlt. Das Grubenunglück gab den letztendlichen Anstoß zur Gründung eines organisierten Knappschaftswesens im Wurmrevier, wenngleich der preußische Finanzminister Albrecht Graf von Alvensleben erst am 17. Mai 1839 die „Knappschafts-Ordnung für die gewerkschaftlichen Steinkohlegruben im Wurm-Revier“ erließ.
1858 übernahm die Vereinigungsgesellschaft für Steinkohlenbau im Wurmrevier die Grube und baute 1860 ein neues Kesselhaus. 1875 erhielt Gouley Eisenbahnanschluss vom Bahnhof Würselen der Aachener Industriebahn, die unter Beteiligung der Vereinigungsgesellschaft zur Erschließung der Gruben und Industriebetriebe des Aachener Reviers gegründet worden war. 1892 wurde unter Verwendung der Anschlussbahn die Strecke Würselen – Kohlscheid durch die Preußische Staatseisenbahn in Betrieb genommen, die die Industriebahn 1887 übernommen hatte. Damit konnte die Kohle von Gouley zur Brikettfabrik nach Kohlscheid gefahren werden.
Im Laufe des Jahres 1897 legte die Vereinigungsgesellschaft eine Nutzwasserleitung von der Groube Gouley zur Schachtanlage Gemeinschaft an. Auf Kosten der Gesellschaft wurde eine Abzweigung durch verschiedene Straßen von Bardenberg verlegt. Die Gemeinde Bardenberg richtete an diesem Abzweig auf eigene Kosten sieben Zapfstellen zur Wasserversorgung der Bevölkerung ein.
1899 wurde ein neuer Förderschacht abgeteuft, welcher später nach dem langjährigen Aufsichtsratsvorsitzenden Robert von Görschen Von-Görschen-Schacht benannt wurde. 1907 übernahm der Eschweiler Bergwerksverein (EBV) die Vereinigungsgesellschaft und damit auch Gouley. 1914 waren über 2000 Bergleute auf Gouley beschäftigt. Nach Ende des Ersten Weltkrieges musste die Förderung zeitweise eingestellt werden, nachdem der Raum Aachen durch belgische und französische Truppen besetzt worden war.
Im Zweiten Weltkrieg wurden auch auf Gouley Zwangsarbeiter eingesetzt, die die durch Einberufungen entstandenen Lücken auffüllen mussten. Durch die Kämpfe im Raum Aachen wurden die oberirdischen Grubenanlagen schwer beschädigt, da Gouley längere Zeit in der Hauptkampflinie gelegen hatte. Stromausfälle sorgten auch unter Tage für Beschädigungen. Die Stromversorgung von Gouley konnte nur über ein provisorisches Kabel, das unter Tage zur benachbarten Grube Laurweg verlegt worden war, aufrechterhalten werden.
1951 wurde Gouley mit Laurweg über einen Blindschacht verbunden, beide Bergwerke wurden zum Verbundbergwerk Gouley-Laurweg vereinigt. Dies bot sich an, da beide Gruben ausschließlich Anthrazit für den Hausbrand förderten und die Laurweg-Anlagen weitgehend veraltet waren. Bis 1955 wurde noch parallel auf Laurweg gefördert, danach erfolgte die Förderung ausschließlich in Würselen. Um die größere Fördermenge zu bewältigen, musste auf Gouley die Kohlenwäsche umgebaut, die Füllorte am „Von-Görschen-Schacht“ erweitert und der Grubenbahnhof ausgebaut werden. Bis 1960 wurde Laurweg noch zur Material- und Personalfahrt genutzt, ab diesem Jahr konnte die komplette Belegschaft dank Fertigstellung einer neuen Waschkaue auf Gouley einfahren. Im gleichen Jahr wurde ein neuer, fast 70 m hoher Betonförderturm über dem „Von-Görschen-Schacht“ fertiggestellt. Aufgrund der Notwendigkeit, parallel dazu das alte Stahlgerüst während des Baus zur Seilfahrt nützen zu können, entstand ein ungewöhnlicher, quasi auf Stelzen stehender Turm. Ebenfalls 1960 kamen durch einen Strebbruch sechs Bergleute der inzwischen 3200 Mann umfassenden Belegschaft ums Leben. Die Tagesleistung von Gouley lag inzwischen bei bis zu 3000 Tonnen. In diesem Jahr erreichte das Bergwerk mit 830.500 Tonnen seine maximale Förderleistung.
Der ständige Rückgang der Nachfrage aufgrund der Umstellung von Heizungen auf Öl oder Gas führte zu Absatzproblemen der Gouley-Kohle. Dennoch wurde 1964 eine neue Sohle auf 850 m eingerichtet und der Förderschacht entsprechend weitergeteuft. Schon ab 1967 wurde allerdings dann die Fördermenge stetig reduziert und die Grube schließlich am 31. März 1969 stillgelegt. Die Schächte und Grubenbaue wurden noch einige Jahre zur Wasserhaltung der benachbarten Gruben im Wurmrevier und in den Niederlanden benutzt.

## Spuren
Spuren der Grube sind kaum noch zu entdecken. 1987 wurde das Zechenhaus abgerissen, auch der Betonförderturm steht nicht mehr. Er wurde am 4. August 1994 gesprengt. Die Schächte und Stollen von Gouley sind abgedeckt, unterliegen aber weiter der Bergaufsicht. Im Wurmtal findet sich noch ein Stollenmundloch von Gouley. Der 1837 entstandene Stollen dient ursprünglich der Förderung und zuletzt der Wasserhaltung der Grube. In Würselen selbst halten die „Gouleystraße“ und der „Gouleypark“ die Erinnerung an die Grube wach.
Inzwischen wird untersucht, ob die Grubenwässer der stillgelegten Gruben des Aachener Reviers zur Erdwärmegewinnung genutzt werden können. Einbezogen ist dabei auch der alte Förderschacht von Gouley.

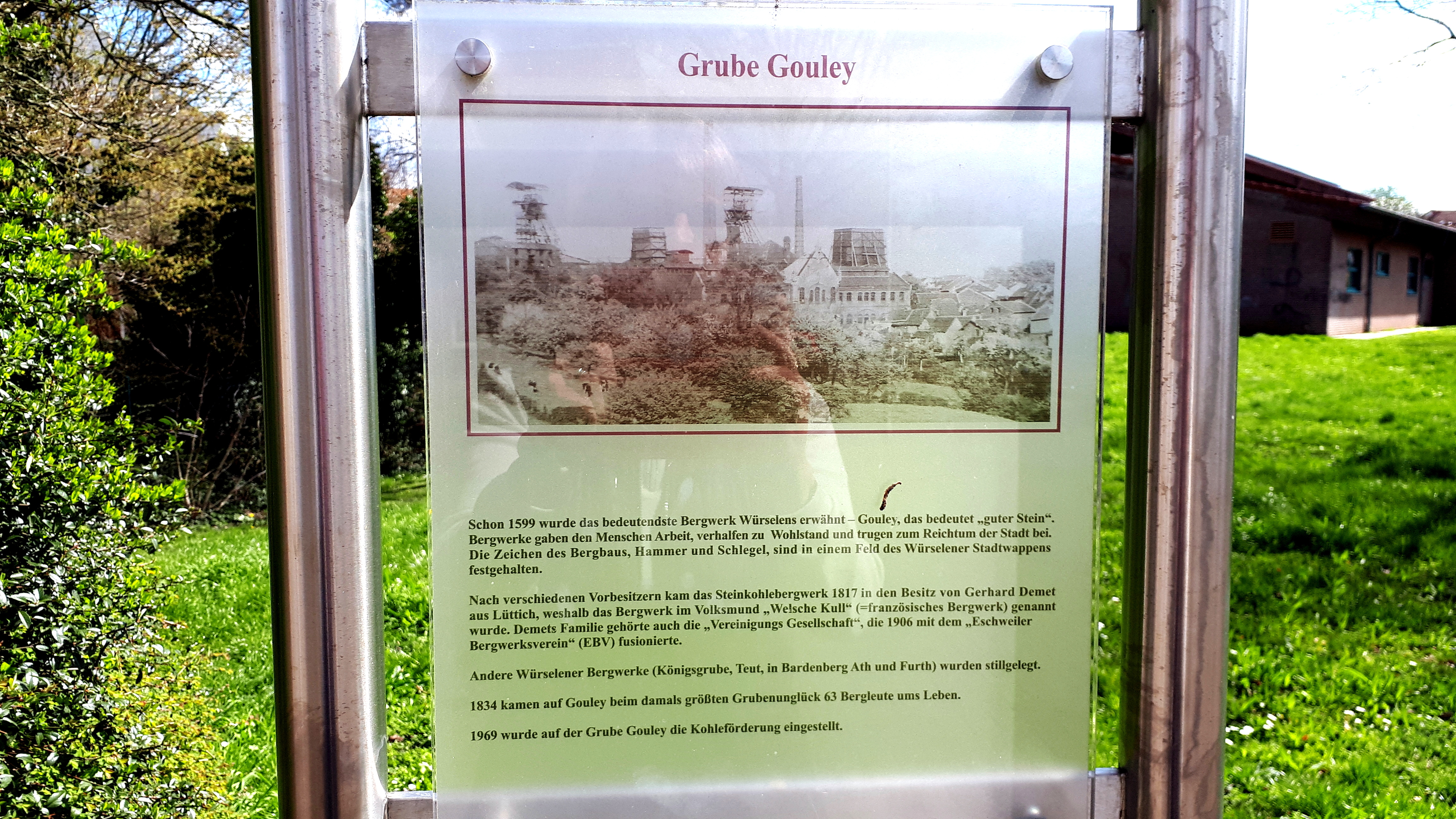
Infotafel
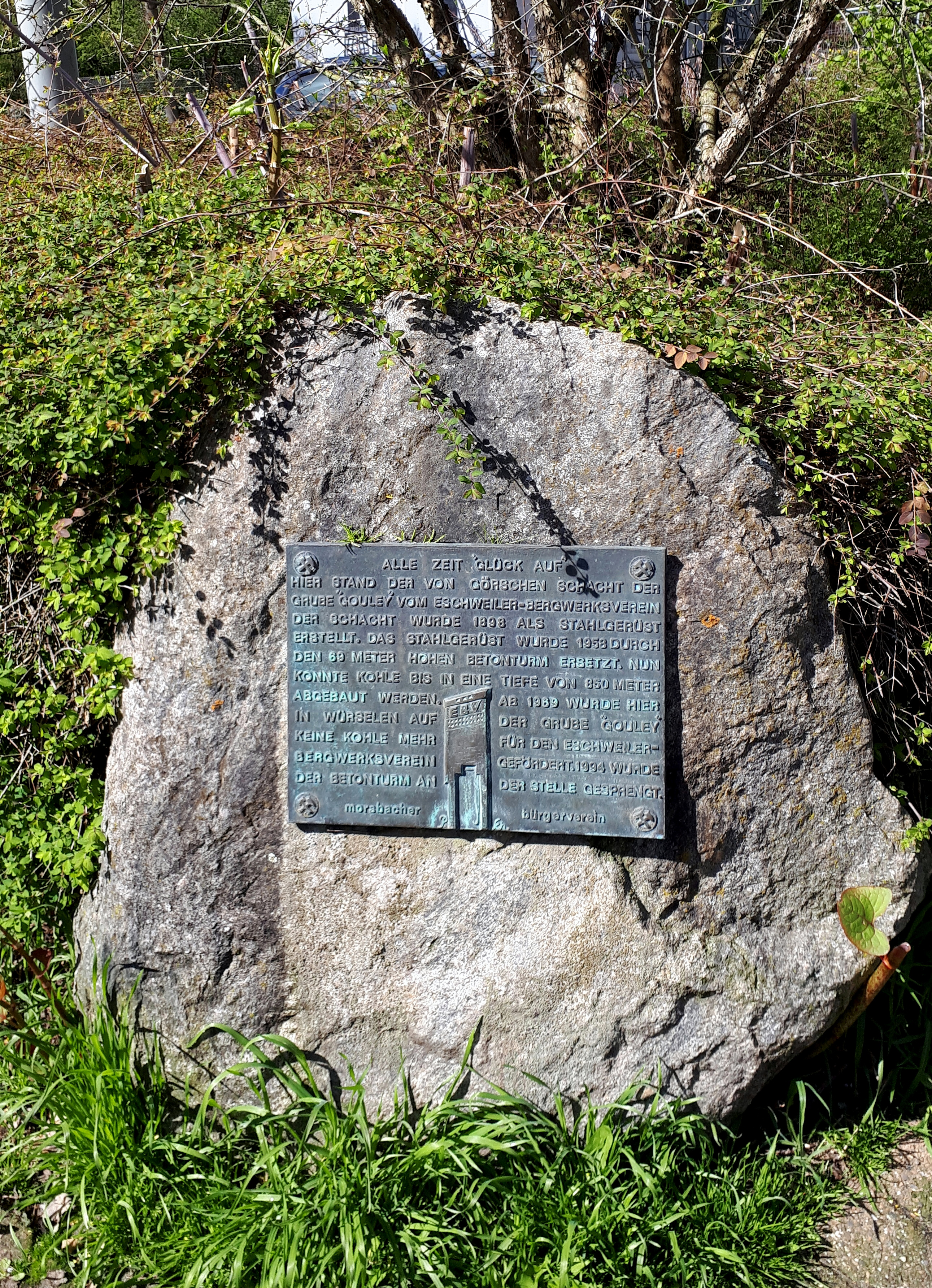
Gedenkstein Goerschen-Schacht
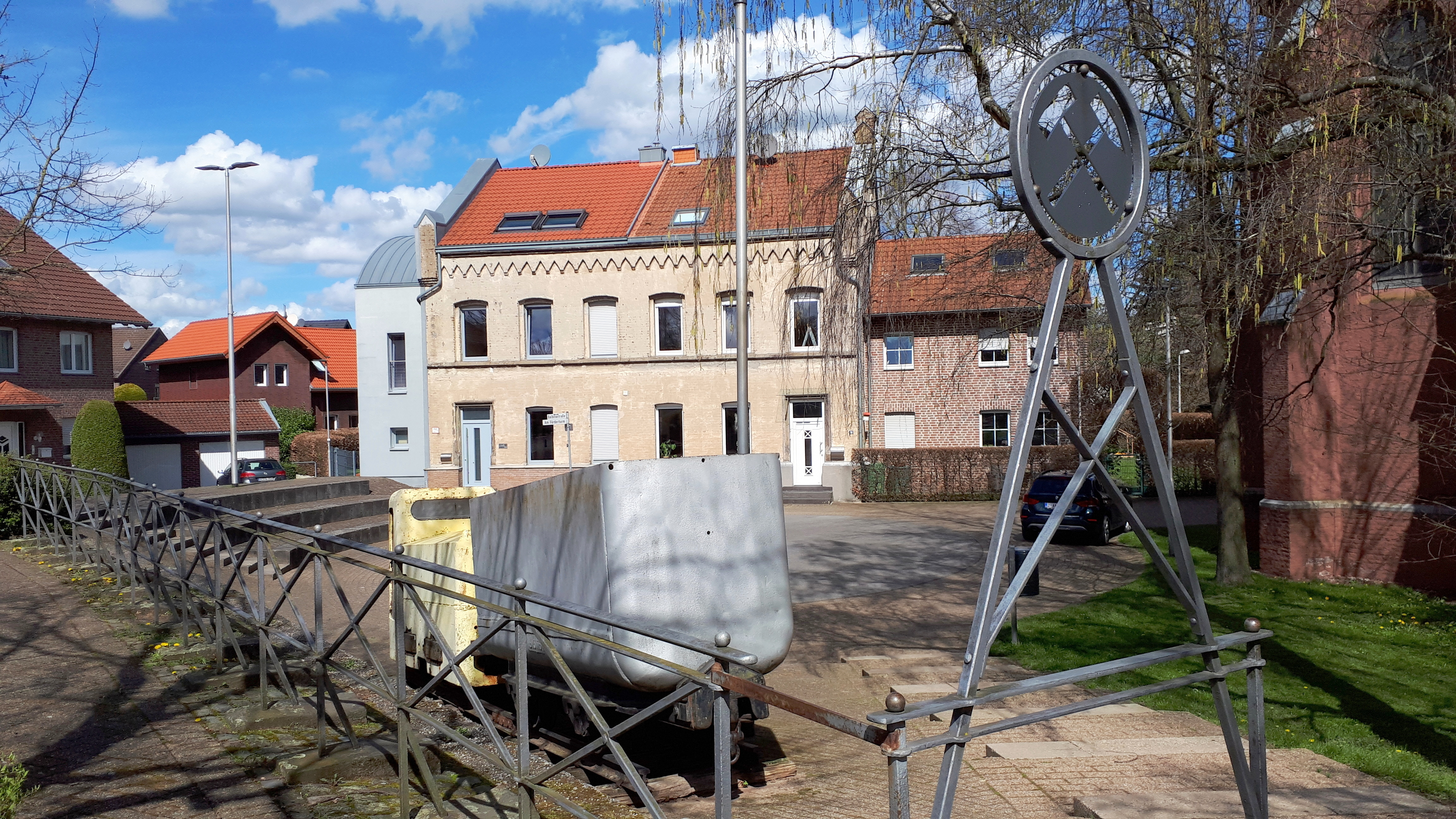
Ausstellung Loren
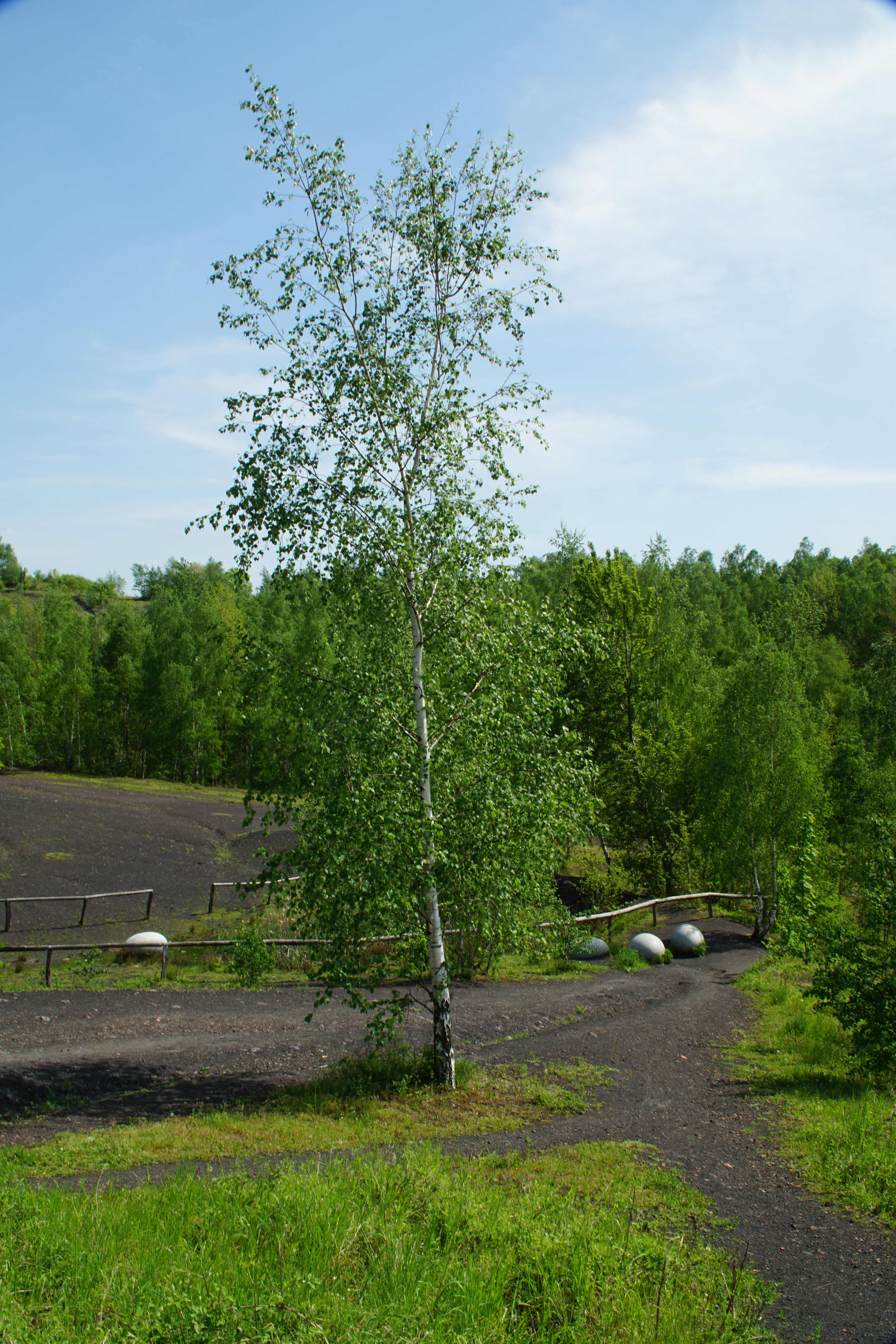
Bergehalde